# رزن (نور)
زران، روستایی است از توابع بخش بلده شهرستان نور در استان مازندران ایران.

## معرفی روستا
این روستا در دهستان تتارستاق قرار دارد و براساس سرشماری مرکز آمار ایران در سال ۱۳۸۵، جمعیت آن ۲۱۳ نفر (۷۳خانوار) بوده‌است. مردم رزن از قومیت طبری هستند که ریشه آن به قوم آمارد و قوم تپوری می‌رسد. مردم رزن به زبان طبری (مازندرانی) و گویش کجوری سخن میگویند.
روستای رزن از توابع بخش بلده ( شهرستان نور ، استان مازندران ) می‌باشد . فاصله ارتباطی روستا تا شهر آمل : 45 کیلو متر ، تا بلده نور : 40 کیلو متر و تا جاده هراز ۱۳ کیلومتر است.